# St. Laurentius (Mainz-Ebersheim)

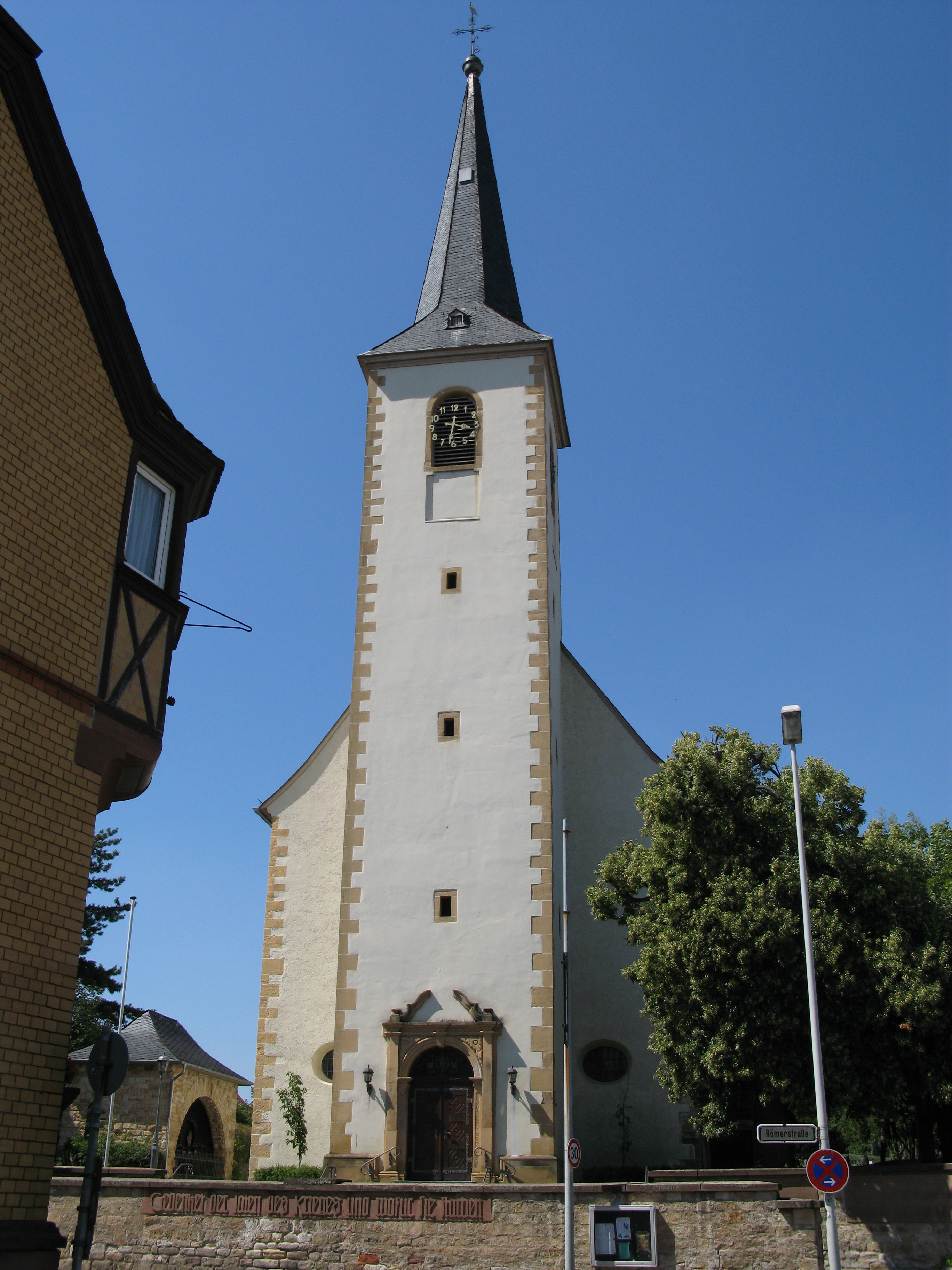
St. Laurentius Ebersheim

Die katholische Kirche St. Laurentius wurde erstmals 1184 in einer Bulle von Papst Lucius III. an das Kloster St. Alban erwähnt. Damals ging Ebersheim als Gesamtbesitz an das Kloster über.
Der älteste Teil der heutigen Kirche ist das Mittelschiff, welches 1724–1729 erbaut wurde. Der Kirchturm wurde erst im Jahre 1768 errichtet und hat eine Höhe von 42,40 Metern. Auf seiner Spitze befindet sich ein Kreuz mit einem Wetterhahn. Auf allen Seiten des Kirchturmes sind Uhren angebracht; jede volle Stunde wird mit der entsprechenden Anzahl von Glockenschlägen angezeigt. 1908 wurde die zu klein gewordene Kirche vergrößert, das Hauptschiff verlängert, die Seitenschiffe mit jeweils einem kleinen Portal hinzugefügt, der Chor durch einen neuen ersetzt und eine Sakristei angebaut. Im Jahr 1914 die Kirche einen von der Firma Gebrüder Moroder geschaffenen Fronleichnamsalter.
Das Geläut besteht aus einer großen, einer mittleren und einer kleinen Glocke, alle aus Bronze. Die große Glocke wiegt 1200 Kilogramm, ist auf den Ton Es gestimmt und der heiligen Dreifaltigkeit geweiht. Die mittlere Glocke trägt die Inschrift: „Konrad Gobel goß mich zu Frankfurt anno 1557.“ Im Zweiten Weltkrieg musste sie zur Herstellung von Kriegsmaterial 1942 abgegeben werden, doch wurde sie nach dem Krieg in Hamburg gefunden und 1947 zurückgeführt. Die mittlere Glocke wiegt 845 Kilogramm, ist auf den Ton f gestimmt und nach der Heiligen Elisabeth benannt. Die kleinste Glocke wiegt 510 Kilogramm ist auf den Ton As gestimmt und trägt den Namen Maria.
Durch das Hauptportal betritt man das Glockenhaus, von dem aus man früher die Glocken geläutet hat. Auf der rechten Seite hängt ein aus dem 18. Jahrhundert stammendes Missionskreuz vom Töngeshof. Im Hauptschiff befinden sich der ursprünglich aus der Kirche St. Quintin in Mainz stammende Hochaltar und auf beiden Seiten die Beichtstühle. Ein Ölbild in der Mitte des Altars zeigt das Martyrium des Laurentius. Das Bild wurde erst nach der Überführung aus Mainz gemalt. Der gekreuzigte Jesus mit der vor ihm knienden Maria von Magdala ist im oberen Teil des Altars dargestellt. Auf dem Altar sind vier holzgeschnitzte Statuen zu sehen: oben links Maria, die Königin der Märtyrer, oben rechts der Apostel Johannes, unten rechts St. Rochus und links Johannes der Täufer. In der Mitte befindet sich der Tabernakel, der von zwei knienden Engeln angebetet wird. 
Die in den Seitenschiffen stehenden Altäre stammen aus dem 18. Jahrhundert und wurden passend zum Hochaltar angefertigt. Auf dem linken, dem Rosenkranz- bzw. Marienaltar, steht eine barocke Madonna mit Kind. Das Altarbild zeigt Maria, wie sie dem Heiligen Dominikus den Rosenkranz überreicht. Zudem befinden sich auf dem Altar noch die Figuren des Johannes von Nepomuk und des Aloisius von Gonzaga. Auf dem rechten Altar, dem Nikolausaltar, sind eine Figur des Heiligen Nikolaus und das Bild der Heiligen Barbara zu sehen. Zwei weitere Figuren stellen Katharina von Alexandrien und die heilige Margarete dar. An der Decke des Hauptschiffes befindet sich ein Gemälde mit drei Szenen aus dem Leben des Heiligen Laurentius: sein Abschied von Papst Sixtus II., Laurentius zeigt dem römischen Statthalter die Armen als die wahren Schätze der Kirche und seine Verurteilung zum Tode.
Im hinteren Kirchenschiff befindet sich die Empore mit einer Darstellung von Jesus und seinen Aposteln. Auf der Empore steht die Orgel mit 21 Registern in 2 Manualen und Pedal. Sie wurde in der zweiten Hälfte des 18. Jahrhunderts von dem Orgelbauer Joseph Anton Onimus erbaut.